# Lingua daur
La lingua Daur (ˈ|d|aʊər) o Dagur è una lingua appartenente alla famiglia linguistica mongolica parlata soprattutto dai membri del popolo Daur stanziati nella Mongolia Interna in Cina.

## Distribuzione
Il Daur consiste di diversi dialetti, i principali sono: Amur Daur nella zona della città di Heihe, il Nonni Daur nella riva occidentale del fiume Nen a sud della città di Qiqihar, Hailar Daur parlato nel distretto di Hailar, e, più lontano, nello Xinjiang nella Prefettura di Tacheng.
Non esiste uno standard di scrittura per la lingua, anche se è stato introdotto un sistema basato sul Pinyin per trascriverla; in generale, i Daur usano il mongolo o il cinese, in quanto quasi tutti conoscono queste lingue molto bene.
Ai tempi della Dinastia, il Daur veniva scritto utilizzando l'Alfabeto Manciù.

## Lessico
Il daur ha il 50% del vocabolario in comune col Mongolo, mentre ha preso in prestito dal 5 al 10% delle sue parole dal Cinese, il 10% dalla Lingua mancese ed anche parecchi vocaboli dalla lingua evenki e dal russo. Quindi solo circa il 20% dei vocaboli sono specifici del Daur.

### Numerali
Tutti i numerali sono hanno un'origine Mongolica.
|    | Italiano | Mongolo Classico | Daur    |
| -- | -------- | ---------------- | ------- |
| 1  | Uno      | Nigen            | Nyk     |
| 2  | Due      | Qoyar            | Xoyir   |
| 3  | Tre      | Ghurban          | Gwarbyn |
| 4  | Quattro  | Dorben           | Durbun  |
| 5  | Cinque   | Tabun            | Taawyn  |
| 6  | Sei      | Jirghughan       | Jirgoo  |
| 7  | Sette    | Dologhan         | Doloo   |
| 8  | Otto     | Naiman           | Naimyn  |
| 9  | Nove     | Yisun            | Isyn    |
| 10 | Dieci    | Arban            | Xarbyn  |